# Эпизод про чан с кислотой
«Эпизод про чан с кислотой» (англ. The Vat of Acid Episode) — восьмой эпизод четвёртого сезона американского мультсериала «Рик и Морти». Сценарий к эпизоду написали Джефф Лавнесс и Альбро Ланди, а режиссёром выступил Джейкоб Хэйр.
Премьера эпизода состоялась 17 мая 2020 года в блоке Adult Swim на Cartoon Network. Эпизод посмотрели около 1,3 миллиона зрителей во время выхода в эфир.

## Сюжет
Рик и Морти встречаются с инопланетными гангстерами на фабрике, чтобы обменять ценные кристаллы. Гангстеры предают их, и Рик инсценирует свою смерть и Морти, прыгнув в чан с фальшивой кислотой; однако гангстеры не уходят, а вместо этого обсуждают свои чувства перед проверкой кислотности чана. В конце концов Морти не выдерживает и раскрывает уловку, заставляя Рика убить гангстеров. Морти настаивает на том, что чан с кислотой был плохой идеей, и упрекает Рика в том, что он тот никогда не принимал всерьез ни одну из его идей. Он просит Рика создать портативную кнопку «точки сохранения», которую можно было бы вернуть, чтобы избежать смерти или исправить свои ошибки. Рик создаёт специальный пульт, который Морти берёт, не дожидаясь объяснений, как он работает.
Морти использует пульт для совершения множества преступлений и розыгрышей, каждый раз перезагружаясь, чтобы избежать каких-либо последствий. В конце концов, он начинает отношения с девушкой, влюбляясь в неё. Когда они оказываются в горах после авиакатастрофы, Морти рассматривает возможность воспользоваться пультом, но вместо этого звонит 9-1-1, и их спасают, поскольку последняя точка сохранения была прямо перед их встречей. Однако после того, как они были спасены, Джерри случайно использует пульт. Затем Морти не может воссоздать отношения и случайно перезаписывает точку сохранения.
Морти признаётся Рику, что он усвоил урок, согласно которому последствия определяют, кем становится человек, и придают значение его выбору. Но самодовольный Рик говорит, что пульт ничего не отменяет, а вместо этого телепортирует Морти в другое измерение, убивая альтернативного Морти, чтобы настоящий Морти мог занять его место. В ужасе Морти умоляет Рика всё отменить. Рик объединяет все альтернативные измерения, вызывая у Морти сильные мучения. В то время как это отменяет смерть альтернативных Морти, все люди в тех измерениях, которые знали о преступлениях Морти, теперь находятся в этом объединённом измерении и идут разъярённой толпой на дом Рика и Морти, требуя его сдачи. У Рика есть только один план: прыгнуть в чан с фальшивой кислотой, чтобы инсценировать свою смерть. Морти неохотно подчиняется. Удовлетворённый тем, что его точка зрения доказана, Рик говорит, что они всё это время находились в альтернативном измерении, поскольку он не хотел тратить зря их домашнее измерение.
В сцене после титров один из полицейских, присутствовавших при осаде дома Смитов, который пришёл к выводу, что он невосприимчив к кислоте, появляется в «Вечернем шоу» с участием Джонни Карсона (Джонни Карсон всё ещё жив в этом измерении). Он опускается в чан с настоящей кислотой, что приводит к его мучительной смерти.

## Отзывы
Джесси Шедин из IGN оценил эпизод на 9/10, заявив, что эпизод «представляет собой сумасшедшую шумную игру, демонстрирующую Рика Санчеза в его самом мрачном и весёлом виде». Стив Грин из IndieWire дал эпизоду оценку B+, считая, что «даже несмотря на то, что он застрял между эпизодом неожиданного события и приличным злобным приключением, здесь всё ещё есть достаточно экзистенциальных идей, чтобы их можно было пережить». Том Рейманн из Collider дал ему оценку «B», считая, что «соавтор сериала Дэн Хармон столкнулся с некоторыми противоречиями в социальных сетях, и этот финал вкупе с выжженной землёй, безответственным ответом Рика на высказывание критики Морти, выставляет эпизод в особенно циничном свете, что затрудняет получение полного удовольствия. У нас три эпизода „Остальные пять“, и до сих пор каждый был (по крайней мере частично) напыщенной тирадой о том, насколько это сложно написать „Рик и Морти“. Надеюсь, в следующих двух эпизодах удастся полностью охватить ту умную научно-фантастическую деконструкцию, которая сделала сериал таким уникальным».